# Народна воля (македонистки вестник)
Вижте пояснителната страница за други значения на Народна воля.
„Народна воля“ (на македонска литературна норма: Народна волја) е македонистки вестник за теория, история, култура и изкуство, излизащ на книжовен български език и на езиковата норма в Северна Македония, пропагандиращ „македонския“ характер на българите в Пиринска Македония.
Първият брой на вестника излиза на 1 октомври 1980 г. в Сидни, Австралия. От март 1981 г. до април 1992 г. се издава в Лондон, след което започва да се печата в Благоевград. Един от основателите и пръв главен редактор на „Народна воля“ е Александър Христов. Периодичност: веднъж месечно.
„Народна воля“ се разпространява в България, Северна Македония, Европа, Северна Америка и Австралия. Издател е ЕТ „Херонея – 338“, Благоевград – собственост на Георги Христов, известен с псевдонима си Ян Пирински, който също така е главен и отговорен редактор на изданието.
Идеологията на вестника е близка на официалната доктрина в Северна Македония, а противобългарските му внушения – до най-радикалните среди в Северна Македония и извън нея. Сред основните му теми са историята и културата на Македония и македонците в България, стремежът да полемизира с „клеветите и лъжите на българската пропаганда“ и българските „мегаломански аспирации“.